# امپراتور یوریاکو
امپراتور یوریاکو (به ژاپنی: 雄略天皇، Yūryaku-tennō)، بیست و یکمین امپراتور ژاپن بود.